# Юрдан Данчов
Юрдан Иванов Данчов (срещан и като Йордан Данчов) е български инженер, първият ректор на държавното Висше техническо училище в София.

## Образование и професионална дейност
Завършва в Гентския университет, Белгия през 1893 специалност „Математика“. Защитава докторат по „Небесна механика“ в Лайпциг, Германия (1895). Завършва и строително инженерство в Цюрих, Швейцария (1901).
Започва професионалната си кариера като началник на техническото отделение във Варненска околия (1901 – 1902), когато става и съосновател и деловодител на Варненското археологическо дружество. Инженер в Главната дирекция на железниците (1904 -1919). Директор на Службата по постройката на железниците и пристанищата (1919 – 1932), по което време са построени над 600 км железопътни линии.

## Преподавателска и научна дейност
Свободен университет, София: извънреден професор.
Висше техническо училище: изпълняващ длъжността ректор на Висшето техническо училище, София (1942 – 1944).
Основни области на научна и преподавателска дейност: държавна железопътна политика, конструктивни проблеми на стрителството на железопътни линии, подвижен железопътен състав. Автор на над 110 научни публикации.
Радетел за организиране на висше техническо образование в България. Избран за председател на комисията по учредяването на държавното Висше техническо училище (1942) и изпълнява длъжността ректор до първия избор на ректор (1944).

## Памет
На професор Юрдан Данчов е наречена улица в квартал „Симеоново“ в София (Карта).